# Mengdispergeerder
Een mengdispergeerder is een machine die wordt gebruikt om verschillende materialen grondig te mengen en te dispergeren. Het combineert de principes van zowel mengen als dispergeren om vaste en vloeibare stoffen efficiënt te combineren, resulterend in een homogeen mengsel. Mengdispergeerders spelen een cruciale rol in diverse industrieën, waaronder voeding, chemie, farmacie en cosmetica. De machines zijn uitgerust met speciale roerwerken en dispergeerschijven die zorgen voor een optimale menging en verdeling van de materialen. Ze zijn ontworpen om te voldoen aan specifieke procesbehoeften en zijn beschikbaar in verschillende maten en capaciteiten. De technologie achter mengdispergeerders stelt gebruikers in staat om de kwaliteit en consistentie van hun producten te verbeteren.
Toepassingen zijn onder andere het maken van emulsies, pigmentsuspensies, sauzen en concentraten.